# Антіох Гіеракс
Антіох Гієракс (дав.-гр. Aντιoχoς Ιεραξ; бл. 255 до н. е. — 226 до н. е.) — правитель частини держави Селевкідів у Малій Азії. Син Антіоха II Теоса та його першої дружини Лаодіки I. Прізвисько Антіоха — Гієракс — перекладається як «коршун».

## Біографія
Антіох — молодший брат Селевка II Каллініка. Відразу ж після смерті батька у 246 році до н. е. Селевк II брав участь у третій Сирійській війні (246—241 до н. е.), виступивши проти правителя Єгипту Птолемея III Эвергета. Антіох був направлений в Анатолію для управління територією. Там же проживала його мати Лаодіка. Потрапивши під час війни у скрутну ситуацію Селевк попросив допомоги у свого брата, обіцяючи тому передати у володіння всі землі за Таврскими горами. З Анатолії були послані війська, нібито для допомоги братові, насправді ж для завоювання всієї країни. Почувши про це Птолемей III поспішив укласти мир з Селевком. Антіох залучив на свою сторону найманців з кельтських племен галатів і почав війну з братом за престол. Також його підтримав сатрап Лідії Александр, котрий був братом його матері.
Селевк II вторгся в Анатолію і спочатку діяв успішно. Йому вдалося під Сардами розбити військо Александра, але він не зміг взяти місто. У 236 році до н. е. Антіох завдав нищівної поразки братові біля міста Анкіра (сучасна Анкара), одержавши у своє повне володіння територію Малої Азії. Хоча Антіох став незалежним володарем, в селевкідских документах він згадувався як співволодарь свого брата.
Після закінчення війни з братом у Антіоха з'являється новий ворог, цар Пергама Аттал I Сотер. Антіох укладає союз з віфінським правителем Зіелом, скріпивши його шлюбом з донькою останнього. Ця угода була вігідною для обох сторін. Антіох отримував союзника у боротьбі з Атталом, а Зіел підняв авторитет своєї династії поріднившись з Селевкідами. Віфінська царська ера відраховувалася саме від дати весілля Антіоха з віфінською принцесою. В 229 році до н. е. Аттал одержує дві перемоги над Антіохом та його союзниками галатами у Лідії. Наступного року Аттал завдає нищівного удару війську Антіоха у битві на річці Гарпасус. Втративши свої володіння у Малій Азії, Антіох Гієракс спробував захопити владу у державі брата. Спочатку йому вдається, завдяки хитрощам, перемогти Андромаха, одного з полководців Селевка II. Але все ж таки він програв та втік до Каппадокії, де правив його тесть Аріарамн. Син Аріарамна, Аріарат був одружений зі Стратонікою сестрою Антіоха та Селевка II. Дізнавшись, що Аріарамн почав інтригувати проти нього, Антіох втік до двору єгипетського царя Птолемея III Эвергета. Але Птолемей наказав кинути Антіоха до в'язниці. У наступному році Антіоху вдалося втекти з полону з допомогою гетери, але він був убитий своїми ж колишніми союзниками галатами.

## Родина
Антіох першим шлюбом був одружений з дочкою Аріарамна Каппадокійського, а другим з дочкою царя Віфінії Зіела. Шлюб з віфінським принцесою відбувся приблизно у 235 році до н. е. Ім'я нареченої не збереглося. Джон Грайнжер припустив, що її звали Лаодікою. Однак Олег Габелко розкритикував це припущення, назвавши його безпідставним.

## Антіох Гіеракс у мистецтві
- Історію протистояння Селевка II та Антіоха Гієракса описав Джованні Боккаччо у п'ятій книзі свого твору «Про нещастя знаменитих людей».
- Англійський поет Джон Ліндгейт взявши за основу твір Боккаччо написав поему «Падіння князів». Протистояння братів розпочинає п'яту книгу поеми

### Історичні джерела
- Марк Юніан Юстин Фронтін. Епітома Помпея Трога.
- Євсевій Кесарійський. Хроніка.
- Поліен. Стратегеми.

### Сучасні джерела
- Еліас Бікерман. Держава Селевкідів. — Москва, 1985. — 264 с.
- Bevan E. R. The House of Seleucus. — Лондон, 1902. — Т. 2.
- Балахванцев А. С. Политическая история ранней Парфии / Диссертация на соискание ученой степени доктора исторических наук. :  [рос.]. — Москва : Институт востоковедения РАН, 2018. — 467 с.
- Габелко О. Л. Царская власть в эллинистической Вифинии // История Вифинского царства :  [рос.]. — Санкт-Петербург : Гуманитарная академия, 2005. — 576 с.